# Poker tradizionale
Il poker tradizionale, detto anche 5-card draw, è una variante del poker e, in genere, la prima a venire appresa dalla maggior parte dei giocatori. Si gioca comunemente nelle partite casalinghe tra amici; tuttavia, è una specialità poco comune nel poker sportivo.

## Regole del gioco
Il poker tradizionale è giocato in modalità che possono differire. Negli Stati Uniti si gioca in genere con il mazzo da cinquantadue carte, mentre nel poker europeo - talvolta definito poker all'italiana - si usa la variante stripped deck: il numero di carte viene stabilito sottraendo al numero undici il numero dei giocatori, così il numero risultante corrisponde a quello della carta più bassa da mettere in gioco. Gli assi faranno comunque parte del mazzo.
Le seguenti regole generali si applicano al poker tradizionale così come viene giocato in Italia e potrebbero differire da quelle praticate altrove. È comunque bene tenere presente che, prima dell'inizio del gioco, ogni tavolo da gioco può proporre regole alternative a quelle ufficiali per risolvere i casi particolari che si possono verificare durante il normale svolgimento della partita.

## Il mazzo di carte
Si gioca con un mazzo di carte francesi, comprendenti carte dall'asso al re per ognuno dei quattro colori (Cuori, Quadri,  Fiori, Picche) e senza i jolly.
La carta più bassa inclusa nel mazzo è determinata dalla formula 11 - numero di giocatori. Quindi, un tavolo composto da cinque giocatori avrà il sei (11 - 5 = 6) come carta più bassa in gioco. Generalmente, una partita è giocata da quattro o cinque persone; partite con tre o sei giocatori sono meno frequenti e generalmente meno apprezzate.

### Valore delle combinazioni
Valgono le seguenti regole generali:
- l'ordine di valore delle carte, da quella minore a quella maggiore, è: 5 6 (se usate) 7 8 9 10 J Q K A.
- le combinazioni vengono valutate prima in base alla categoria e poi in base al valore delle carte.

Le combinazioni possibili in ordine di valore crescente nel poker europeo sono:
| Nome                         | Esempio          | Descrizione |
| ---------------------------- | ---------------- | --- |
| Carta singola (High card)    | A♥ K♠ 10♠ 8♦ 7♣  | È superiore la combinazione che presenta fra le proprie carte quella di valore maggiore; in caso di parità, è superiore quella che presenta come seconda carta quella di valore maggiore e così di seguito; in caso di ulteriore parità, prevale la mano che presenta la carta più alta superiore per seme. NB: - Per dirimere casi di assoluta parità in Italia si adopera la regola "Come Quando Fuori Piove" (Cuori, Quadri, Fiori, Picche). Secondo la regola, tra due carte di egual valore è superiore quella di cuori rispetto a quadri, fiori e picche; di quadri rispetto a fiori e picche, e di fiori rispetto a picche. In altri Paesi talvolta la graduatoria dei semi è differente, talaltra combinazioni di ugual valore si spartiscono il piatto senza alcun riguardo ai semi. |
| Coppia (Pair)                | K♣ J♥ 10♠ 10♥ 7♦ | Due carte dello stesso valore. In caso di pari valore delle coppie conta la sequenza delle carte residue; in caso tutte le carte della sequenza mostrino le stesse carte, conta il seme della carta più alta della sequenza stessa. |
| Doppia coppia (Two pair)     | Q♣ Q♠ 9♦ 9♣ 8♥   | Due coppie. È superiore la combinazione che ha la coppia di valore maggiore; in caso di pari valore di questa vale la seconda coppia, poi il valore della quinta carta. |
| Tris (Three of a kind)       | A♦ J♥ J♣ J♠ 8♠   | Tre carte dello stesso valore. |
| Scala (Straight)             | K♣ Q♥ J♠ 10♦ 9♥  | Sequenza di carte in ordine di valore (Es: 7,8,9,10,J oppure 10,J,Q,K,A) e appartenenti a diversi semi. Tra due scale è superiore quella che comprende la carta di valore più alto, e in caso di ulteriore parità si ricorre al seme della carta più alta rispettando l'ordine Cuori, Quadri, Fiori, Picche. NB: - L'asso può aprire la scala se posto prima della carta di valore più basso tra quelle del mazzo (A♥ 7♣ 8♠ 9♦ 10♦ se i giocatori sono 4), oppure può chiudere la scala ponendolo dopo la carta di valore maggiore (A♠ K♦ Q♣ J♥ 10♦). Nel primo caso la scala sarà definita "minima", nel secondo "massima"; le scale che non comprendono l'asso sono definite "medie". - |
| Full (Full house)            | J♥ J♦ J♣ 6♠ 6♣   | Combinazione di un tris e una coppia. Tra due o più full è superiore quello che comprende il tris di maggior valore (Es: JJJ,77 batte 999,AA). |
| Colore (Flush)               | A♦ K♦ J♦ 9♦ 8♦   | Cinque carte dello stesso seme, non in scala. Fra due colori è superiore quello con il seme superiore. Es. A♠ K♠ J♠ 9♠ 8♠ perde contro K♥ Q♥ 10♥ 9♥ 8♥. A parità di seme, vince la carta più alta. |
| Poker (Four of a kind)       | Q♥ Q♦ Q♣ Q♠ 7♣   | Quattro carte dello stesso valore. |
| Scala reale (Straight flush) | K♠ Q♠ J♠ 10♠ 9♠  | Scala con cinque carte dello stesso seme. Nella terminologia statunitense, il termine Straight Flush indica una scala reale minima o media, mentre per indicare la scala reale massima viene usato il termine Royal flush NB: - La scala reale massima (scala reale che termina con l'asso) è il punto più forte nel poker, ma non garantisce la certezza assoluta della vittoria. Infatti, nel caso rarissimo, ma non impossibile, di due o più scale reali, la scala minima è superiore alla massima, la media è superiore alla minima e la massima è superiore alla media. Tuttavia, in alcuni tavoli, i fortunati giocatori che nella stessa mano avessero realizzato scala reale usano dividersi il piatto. Si tratta di una convenzione non universalmente accettata, derogatoria rispetto alla regola ufficiale e, generalmente, ritenuta contraria allo spirito del gioco all'europea, che prevede che possa esservi un solo vincitore per ogni colpo. |

Si noti che nel poker americano il colore vale meno del full: ciò perché, essendo utilizzato un mazzo completo di 52 carte, la probabilità di ottenere colore è più alta di quella di ottenere full. Esso, inoltre, non prevede né la regola secondo la quale la scala reale minima prevale sulla massima, né la regola che prevede una graduatoria tra i quattro semi: è invece prevista la spartizione del piatto tra tutti i giocatori che abbiano realizzato la medesima combinazione. Secondo le regole del poker europeo, al contrario, non esistono mani di pari valore: esiste sempre un vincitore per ogni piatto assegnato e qualsiasi forma di spartizione del piatto deve considerarsi derogatoria rispetto alla regola ufficiale.

### Invito
Prima che le carte vengano servite il mazziere versa una somma nel piatto: tale somma è comunemente chiamata invito (o uscita). Una comune variante prevede il versamento dell'invito da parte di tutti i giocatori che partecipano al colpo; in tal caso, di norma, il mazziere di turno aggiunge al piatto così formato un gettone del valore minimo.
A questo punto il mazziere mischia il mazzo di carte che verrà tagliato dal giocatore alla sua destra e distribuisce, in senso orario, cinque carte (una alla volta) per ognuno dei partecipanti.

### Primo giro di scommesse
Una volta distribuite le carte, il primo giocatore alla sinistra del mazziere può aprire il gioco o passare la parola al giocatore successivo. Il giocatore che decide di aprire, comunque, può farlo solo se in possesso almeno di una coppia di J o di un punto superiore. Se nessuno dei giocatori può (o vuole) aprire, il mazziere del colpo seguente (di regola il giocatore alla sinistra del mazziere precedente) può versare un nuovo invito, e la combinazione minima per poter aprire sale a due Q. Se anche in questo colpo nessuno dei giocatori apre, la procedura si ripete, e da questo colpo in avanti l'apertura minima sale a due K (cosiddetta "apertura ai K e assi"), fino a che il piatto non venga assegnato: dopodiché l'apertura minima tornerà ad essere costituita dalla coppia di J. E' consentito aprire al giocatore in possesso di progetto bilaterale di scala reale, più frequentemente denominato "bilaterale reale" (quattro carte dello stesso seme in scala, la quale può essere completata indifferentemente con due carte di diverso valore) solo nel caso di apertura minima alla coppia di jack, ovvero, in caso di apertura, la scala reale bilaterale vale quanto una coppia di jack. In nessun caso può essere ritenuta valida per un'apertura minima alle donne o superiore.
NB: - Se l'apertore, vinto il colpo, risulta sprovvisto della combinazione minima necessaria per aprire, non può ritirare la vincita: tutti i giocatori ritirano le proprie puntate. Se invece è stato un altro giocatore a vincere il colpo, ed è impossibilitato a convalidare l'apertura - perché sprovvisto della combinazione minima necessaria, o perché in sede di apertura aveva 'passato' - tale giocatore si aggiudica la vincita, ma l'apertore dovrà rifondere il piatto iniziale. -
Il giocatore che decide di aprire mette nel piatto un importo non superiore al piatto stesso. In caso di apertura con puntata minima (l'importo è concordato precedentemente dai giocatori: talvolta è pari all'invito, talaltra è del tutto nominale) l'apertore dichiara "cip" (dall'inglese "chip", ossia "(un solo) gettone"). In caso di puntata equivalente al piatto, l'apertore dichiara "piatto" o semplicemente "apro". Avvenuta l'apertura, i giocatori seguenti possono decidere - uno alla volta, in senso orario, rispettando l'ordine di gioco - di passare (abbandonare il colpo), di vedere (adeguarsi alla puntata dell'apertore) o di rilanciare (depositare nel piatto una somma superiore alla giocata dell'apertore). Il rilancio deve essere chiaro e immediato; chi esita nel dichiarare il proprio rilancio perde il diritto al rilancio stesso e può soltanto decidere di vedere o passare. Nell'eventualità che un giocatore abbia effettuato il rilancio, tutti i partecipanti ancora in gioco dovranno decidere se adeguarsi integrando la giocata rispetto a quanto precedentemente puntato, contro-rilanciare a loro volta, oppure abbandonare la mano. Solo quando tutti i giocatori avranno visto o passato si potrà passare alla fase del cambio di carte, detta accomodo: ogni ulteriore rilancio riaprirà il giro di puntate.
Se dopo questa fase resta in gioco un solo partecipante, questi vince il piatto; in caso contrario si passa alla fase di accomodo.

#### Apertura al buio
È possibile anche aprire senza possedere una coppia vestita o un punto superiore: si tratta dell'apertura al buio.
Quest'apertura può essere effettuata soltanto prima della distribuzione delle carte, soltanto nei colpi con apertura ai J e soltanto dal giocatore alla sinistra del mazziere, che verserà nel piatto una somma pari al doppio di quanto già presente nel piatto. Gli altri giocatori hanno invece diritto a vedere le proprie carte e, dopo averne preso visione, potranno decidere se vedere o passare, senza possibilità di rilancio: se tutti gli altri giocatori passano, il buiante si aggiudica il piatto. Se almeno uno di loro vede l'apertura al buio (accettando così la puntata del buiante) il buiante ha invece facoltà di rilanciare: a questo punto gli altri giocatori potranno controrilanciare a loro volta. Dopo il cambio delle carte il buiante ha diritto a parlare per ultimo: questo significa che il primo a parlare sarà il giocatore alla sua sinistra nel giro.
Se viene dichiarata un'apertura al buio, il giocatore alla sinistra del buiante - prima di ricevere le carte - può annunciare il controbuio, versando nel piatto un ammontare doppio rispetto al buio. In questo caso si approprierà dei vantaggi che sarebbero spettati al buiante; tuttavia, se il buiante decide di adeguarsi al controbuio (versando subito la differenza, prima di ricevere le carte) conserva il diritto al rilancio sull'apertura alla pari del controbuiante.
NB: - In alcuni tavoli si usa ammettere anche il contro-controbuio, che la regola ufficiale non prevede. Sempre prima di ricevere le carte, il giocatore alla sinistra del controbuiante può versare nel piatto un ammontare doppio rispetto al controbuio e divenire così contro-controbuiante. Il controbuiante può adeguarsi al contro-controbuio e conservare il diritto al rilancio sull'apertura; il buiante invece può adeguarsi se e solo se il controbuiante avrà fatto lo stesso. -
Dato che nel poker tradizionale il mazziere non deve mai parlare per primo, per l'apertura al buio sono necessari almeno tre giocatori, per il controbuio quattro e per il contro-controbuio (nei tavoli ove è ammesso) cinque.

### Accomodo (cambio delle carte)
Ogni giocatore può quindi cambiare da una a cinque delle proprie carte o dichiararsi servito: mantenere, cioè, le proprie cinque carte originarie. Nel momento in cui un giocatore decida di cambiare più di tre carte il mazziere è obbligato a dargliene soltanto tre e a servirlo dopo aver chiuso il giro del cambio delle carte dei restanti giocatori.
NB: - In alcuni tavoli, in deroga alla regola ufficiale, non è consentito cambiare più di quattro carte. -

Nel caso in cui a chiedere più di tre carte sia unicamente l'ultimo dei giocatori da servire, il mazziere deve bruciare (ossia eliminare) la quarta carta servendolo in seguito con le carte residue (questa regola, come il divieto di distribuire più di tre carte alla volta, è volta a impedire che il mazziere possa servire - o servirsi - una combinazione precedentemente "preparata"). Nel momento in cui le carte non dovessero bastare il mazziere è tenuto a mischiare gli scarti di tutti i partecipanti che hanno già effettuato il cambio per poter servire i giocatori residui. Il giocatore che ha aperto deve conservare presso di sé l'eventuale scarto necessario a dimostrare la validità della propria apertura; nel caso in cui ciò non sia stato possibile (perché il mazziere è stato costretto a mischiare gli scarti per servire un altro giocatore) deve comunque poter annunciare al tavolo il seme e il valore delle carte scartate.
NB: - In alcuni tavoli il giocatore che scarta l'apertura o parte di essa deve annunciarlo al momento del cambio, e il suo scarto non sarà mischiato con gli altri in caso di esaurimento del mazzetto. -

### Secondo giro di scommesse (dopo l'accomodo)
Ultimati i cambi di carte il giocatore che ha aperto può effettuare una nuova puntata o cedere la parola al giocatore successivo (dicendo "paròl", da leggersi come parole in francese). Dopo una qualsiasi puntata il giocatore seguente può vedere, rilanciare o passare. Se tutti i giocatori tranne uno abbandonano il gioco, questi si aggiudica il piatto; se rimangono in gioco almeno due giocatori, si arriverà invece a un confronto tra le rispettive mani, e vincerà colui che avrà mostrato il punto più alto o chi avrà costretto gli altri contendenti ad abbandonare la mano. Al termine della mano, qualora non sia già stata vista, l'apertore dovrà mostrare l'apertura anche quando il tavolo non ne faccia esplicita richiesta.
Se invece nessuno effettua alcuna puntata dopo l'accomodo (ossia, se tutti i giocatori dicono paròl) il piatto non viene assegnato. In questo colpo non sarà versato alcun invito, e l'apertura minima sarà pari a due K (o progetto bilaterale di scala reale). Il piatto così formato è chiamato "piatto di paròl", o semplicemente "paròl": i giocatori che vogliono intervenire al paròl dovranno adeguarsi ad esso, versando nel piatto una somma pari a quella versata da coloro che lo hanno determinato.

## Variante
Il 32-card draw è una specialità del poker che deriva dal 5-card draw. Questa specialità è identica al poker tradizionale, con l'unica eccezione che, al momento del cambio delle carte, il giocatore può cambiare un massimo di 4 carte invece di 5.